# Хампден (Северна Дакота)
Хампден (енгл. Hampden) град је у америчкој савезној држави Северна Дакота.

## Демографија
По попису из 2010. године број становника је 48, што је 12 (-20,0%) становника мање него 2000. године.
| Група             | 2000.       | 2010.      |
| Белци             | 60 (100,0%) | 47 (97,9%) |
| Афроамериканци    | 0 (0,0%)    | 0 (0,0%)   |
| Азијати           | 0 (0,0%)    | 0 (0,0%)   |
| Хиспаноамериканци | 0 (0,0%)    | 0 (0,0%)   |
| Укупно            | 60          | 48         |